# Фестивал Бисерна Грана
Фестивал Бисерна Грана је фестивал народне ношње, накита и оглавља који се одржава у Футогу од 2008. године у организацији Културног Центра ”Младост” Футог.

## О фестивалу
Фестивал се одржава у октобру у стивал се одржава почетком октобра, а покровитељ Фестивала је Град Нови Сад.
Идеја фестивала је да допринесе културном наслеђу, чувању традиције и народног стваралаштва, културног идентитета и фолклора Срба и националних мањина у Републици Србији као и Срба у иностранству. Фестивал презентује културну баштину и старе технологије у начинима израђивања ношњи.
Фестивал нуди различите програме међу којима су концерти, дефиле, ревија ношњи, радионице и семинари,  изложбе и издавање дигиталне монографије Фестивала.   Учесницима је омогућена размена и купопродаја ношње. Фестивал је посвећен професионалцима ове области,младим људима и члановима ансамбала и КУД-ова, као и посетиоцима.